# Lazik le tumultueux

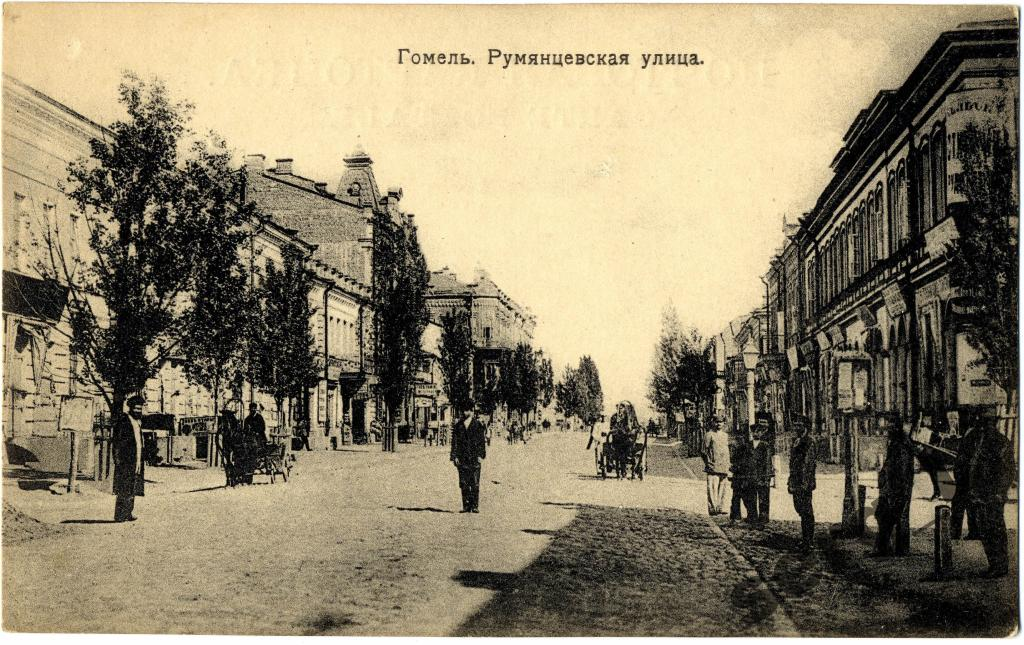

Lazik le tumultueux est un roman d'Ilya Ehrenbourg publié en 1927,,,.

## Histoire
En Russie, le livre n'a pu être publié qu'en 1989.